# یک رادا دو کریشنا است
یک رادا دو کریشنا است 
(به تلوگویی: Oka Radha Iddaru Krishnulu) فیلمی محصول سال ۱۹۸۶ و به کارگردانی ای. کوداندرمی ردی است. در این فیلم بازیگرانی همچون کمال حسن، سری دوی، راجندرا پراساد ایفای نقش کرده‌اند.